# さいたま市立大宮北中学校
さいたま市立大宮北中学校（さいたましりつ おおみやきたちゅうがっこう）は、埼玉県さいたま市大宮区寿能町一丁目にある公立中学校。

## 沿革
- 1949年（昭和24年） - 大宮市立北中学校が大宮市立第四中学校（現・さいたま市立大成中学校）から分離設立。2階建教室6室1棟、2階建2棟落成。
- 1950年（昭和25年） - 校歌制定。運動場完成。
- 1954年（昭和29年） - 校旗を制定。
- 1959年（昭和34年） - 体育館完成。
- 1962年（昭和37年） - C校舎（鉄筋コンクリート3階建8教室）落成。
- 1966年（昭和41年） - D校舎増築、技術室に改装。
- 1974年（昭和49年） - 北側ブロック塀完成。
- 1975年（昭和50年） - プール完成。
- 1983年（昭和58年） - A校舎（鉄筋コンクリート3階建、音・家庭・理・図書並びに7教室）完成。
- 1987年（昭和62年） - 校庭南側ブロック工事。体育館竣工。校庭ダスト舗装工事、C校舎外部塗装・窓ガラス枠交換工事。
- 1988年（昭和63年） - 校門・体育館間通路のアスファルト舗装、下水の生放流工事。
- 1989年（平成元年） - 創立40周年記念式典。
- 1990年（平成2年） - A校舎彫刻室、絵画室、視聴覚室増築。校庭西側防球ネット延長工事およびテニスコート防球ネット工事。バスケットコート整地。
- 1992年（平成4年） - コンピュータ室完成。
- 1993年（平成5年） - 受水槽完成。部室・体育小屋・倉庫完成。
- 1994年（平成6年） - プール浄化装置改修工事。正門・東門・南塀改修工事。
- 1996年（平成8年） - 武道場竣工。
- 1997年（平成9年） - 武道場落成式。
- 1998年（平成10年） - テニスコート整備。
- 1999年（平成11年） - 創立50周年記念式典。
- 2001年（平成13年） - 浦和市、与野市との合併に伴いさいたま市立大宮北中学校に改称。
- 2004年（平成16年） - 開校記念日を11月1日に変更。
- 2005年（平成17年） - 給食室完成。

## 年間行事
- 4月 - 始業式・入学式・対面式・離任式
- 5月 - 北中祭（体育祭）
- 6月 - 生徒総会・学校総合体育大会
- 7月 - 終業式
- 8月 -特になし
- 9月 - 始業式・北中祭（文化祭）
- 10月 - 北中祭（合唱祭）・新人戦
- 11月 - 市駅伝大会・市合同音楽会・開校記念日
- 12月 - 終業式
- 1月 - 始業式
- 3月 - 卒業生を送る会・卒業証書授与式・修了式・舘岩少年自然の教室

## 周辺施設
- 大宮公園駅
- 大宮公園

## アクセス
- 東武野田線大宮公園駅から徒歩5分。